# Volkswagen Arena
O Volkswagen Arena é um estádio de futebol localizado na cidade de Wolfsburg, na Baixa Saxónia, na Alemanha.
Inaugurado em 13 de Dezembro de 2002, tem capacidade para 30.000 espectadores.
É a casa do clube da Bundesliga VfL Wolfsburg. Recebe o nome do construtor de automóveis Volkswagen devido a um contrato de naming rights. Foi lá que o VfL Wolfsburg aplicou uma de suas maiores goleadas da hístoria, aplicando um 10 a 1 no FC Augsburg.